# İdris Naim Şahin
İdris Naim Şahin, né le 1er juin 1956 à Ordu, est un homme politique turc qui occupa le poste de ministre de l'Intérieur dans le gouvernement Erdoğan III.
Le 24 janvier 2013, il est remplacé par Muammer Güler.